# Catherine Mandron
 (août 2021).
Si vous disposez d'ouvrages ou d'articles de référence ou si vous connaissez des sites web de qualité traitant du thème abordé ici, merci de compléter l'article en donnant les références utiles à sa vérifiabilité et en les liant à la section « Notes et références ».
Catherine Mandron est une sculptrice française née en 1938, se situant elle-même dans la continuité d'Henry Moore et plus directement de Riccardo Licata.

## Biographie

### Cinquante ans après
En juin 2006, lors de la réouverture du Musée d'art moderne André-Malraux, le public a pu à nouveau contempler son œuvre en mosaïque de 12m², intitulée Les Couples, terminée en 1988 par l'artiste au Havre à partir du projet sur toile de 1939 mais brusquement interrompue par la guerre.